# Virginia Fuchs
Virginia Hall „Ginny“ Fuchs (* 9. März 1988 in Houston, Texas) ist eine US-amerikanische Boxerin und Teilnehmerin der Olympischen Sommerspiele 2020 in Tokio.

## Amateurkarriere
Virginia Fuchs trainiert in der Baby Bull Boxing Academy in Houston, ihr Trainer ist Derwin Richards. Sie nimmt seit 2010 an Wettkämpfen teil, wurde 2016, 2017 und 2018 US-Meisterin im Fliegengewicht sowie 2015 National Golden Gloves Champion im Bantamgewicht.
Bei der Weltmeisterschaft 2016 in Astana schied sie in der zweiten Vorrunde gegen Anna Alimardanowa aus, gewann jedoch 2017 mit einem Finalsieg gegen Buse Naz Çakıroğlu das Feliks Stamm Tournament in Warschau sowie mit einem Finalsieg gegen Mandy Bujold die Panamerikameisterschaften in Tegucigalpa.
Bei der Weltmeisterschaft 2018 in Neu-Delhi gewann sie gegen Tetjana Kob, Anamarija Čvrk, Jang Eu-Na und Chang Yuan, ehe sie erst im Halbfinale gegen Pang Chol-mi unterlag und damit eine Bronzemedaille im Fliegengewicht erreichte. Nach dem Gewinn der Qualifikation in Managua startete sie bei den Panamerikanischen Spielen 2019 in Lima, wo sie erst im Finale gegen Íngrit Valencia verlor und die Silbermedaille im Fliegengewicht gewann.
Im Oktober 2019 siegte sie beim olympischen Test-Event in Tokio und im Dezember 2019 bei der nationalen Olympiaqualifikation in Lake Charles. Nachdem ein kontinentales Qualifikationsturnier aufgrund der COVID-19-Pandemie abgesagt worden war, wurde Fuchs aufgrund ihrer Ranglistenplatzierung für die Olympischen Sommerspiele 2020 in Tokio nominiert. Dort nahm sie als Kapitänin der US-Boxmannschaft der Frauen teil und siegte im Fliegengewicht gegen Swetlana Solujanowa, ehe sie im Achtelfinale gegen die spätere Goldmedaillengewinnerin Stojka Krastewa ausschied.

## Profikarriere
Sie gewann ihr Profidebüt am 9. April 2022.

## Sonstiges
Virginia Fuchs leidet seit ihrer Kindheit unter einer Zwangsstörung, welche sie als Angst vor Ansteckung beschreibt.
Sie absolvierte 2011 die Louisiana State University (LSU) mit einem Bachelor in Kinesiologie.
Im März 2020 wurde bekannt, dass sie im Zuge einer im Februar durchgeführten Dopingprobe positiv auf zwei verbotene Substanzen (Letrozol, GW1516) getestet worden war. Im Juni 2020 wurde Fuchs jedoch von den Vorwürfen entlastet. Die United States Anti-Doping Agency (USADA) hatte festgestellt, dass die Substanzen von ihrem Lebenspartner aus medizinischen Gründen eingenommen und bei Intimitäten übertragen worden waren.